# شهر قدیمی لیجیانگ
شهر قدیمی لیجیانگ در شهر لیجیانگ، یوننان، چین واقع است.این شهر دارای سابقه بیش از ۸۰۰ است.شهر قدیمی لیجیانگ برای سیستم منظم خود در آبراه‌ها و پل‌ها مشهور است.این شهر در معماری، تاریخ و فرهنگ ساکنان سنتی مردم خود با دیگر شهرهای باستانی چین تفاوت دارد. این شهر قدیمی در سال ۱۹۹۷ در میراث جهانی یونسکو به ثبت رسید.